# Jennifer Gal
Jennifer Gal, conocida deportivamente como Jenny Gal (Uccle, 2 de noviembre de 1969), es una deportista neerlandesa que compitió en judo. Su hermana Jessica también es judoka. A raíz de su matrimonio con el judoka italiano Giorgio Vismara en 1998, compitió bajo la bandera italiana.
Participó en los Juegos Olímpicos de Atlanta 1996, obteniendo una medalla de bronce en la categoría de –61 kg. Ganó una medalla de plata en el Campeonato Mundial de Judo de 1995 y cinco medallas en el Campeonato Europeo de Judo entre los años 1988 y 1999.

## Palmarés internacional
| Representando a los Países Bajos |                          |                   |           |
| Juegos Olímpicos                 |                          |                   |           |
| Año                              | Lugar                    | Medalla           | Categoría |
| 1996                             | Atlanta (Estados Unidos) | Medalla de bronce | –61 kg    |
| Campeonato Mundial               |                          |                   |           |
| Año                              | Lugar                    | Medalla           | Categoría |
| 1995                             | Chiba (Japón)            | Medalla de plata  | –61 kg    |
| Campeonato Europeo               |                          |                   |           |
| Año                              | Lugar                    | Medalla           | Categoría |
| 1988                             | Pamplona (España)        | Medalla de bronce | –56 kg    |
| 1989                             | Helsinki (Finlandia)     | Medalla de bronce | –56 kg    |
| 1995                             | Birmingham (Reino Unido) | Medalla de oro    | –61 kg    |
| 1996                             | La Haya (Países Bajos)   | Medalla de bronce | –61 kg    |
| Representando a Italia           |                          |                   |           |
| Campeonato Europeo               |                          |                   |           |
| Año                              | Lugar                    | Medalla           | Categoría |
| 1999                             | Bratislava (Eslovaquia)  | Medalla de plata  | –63 kg    |